# 백년손님 (드라마)
《백년손님》은 1980년 3월 3일부터 1980년 8월 26일까지 방영된 MBC 주초연속극으로, 말도 많고 사연도 많은 딸부잣집 이야기의 코믹 터치 홈드라마이다.

## 등장 인물
- 정혜선
- 오미연
- 이효춘
- 김해숙
- 정애란
- 김영옥
- 고영준
- 박설희
- 김무생
- 임채무
- 유인촌
- 조한려
- 이영후
- 이미지
- 나문희
- 박종관
- 김금주
- 김용건
- 김수미
- 김애경
- 오미희